# Balvano
Balvano är en ort och kommun i provinsen Potenza i regionen Basilicata i Italien. Kommunen hade 1 828 invånare (2017).